# Hind Rajab Foundation
De Hind Rajab Foundation (HRF) is de juridische tak van de 30-maartbeweging, een non-profitorganisatie die in 2024 werd opgericht en in Brussel, België, gevestigd is. De missie van de HRF is het aanpakken en bestrijden van wat zij omschrijft als Israëlische straffeloosheid met betrekking tot oorlogsmisdaden en mensenrechtenschendingen in Palestina, met name in de Gazastrook. De stichting is zo vernoemd ter ere van Hind Rajab, een vijfjarig Palestijns meisje uit de Gazastrook dat in januari 2024 werd gedood tijdens de invasie van de Gazastrook door de Israëlische strijdkrachten Daarbij werden ook zes leden van haar familie gedood alsmede twee medische personeelsleden die haar te hulp kwamen.

## Leiding
De stichting staat onder leiding van Dyab Abou Jahjah en Karim Hassoun. Abou Jahjah is een Belgisch-Libanese politiek activist en schrijver. Hij is de oprichter en voormalig leider van de Arabisch-Europese Liga (AEL), een pan-Arabistische beweging die de belangen van moslimimmigranten in Europa steunt. Hassoun is een Belgisch-Libanese politieke activist die sinds 2005 voorzitter is van de AEL.
In een interview met Amy Goodman in januari 2025 op Democracy Now! vroeg Goodman hoe de HRF haar activiteiten zou vergelijken met die van het Simon Wiesenthal Center. Abou Jahjah antwoordde daarop: "Het Simon Wiesenthal Center is iets — ik bedoel, we voelen ons klein ten opzichte van hen. Ze hebben geweldig werk verricht in de jacht op nazimisdadigers na de Holocaust, wat noodzakelijk was als je de beginselen wilt verdedigen die we vandaag de dag proberen hoog te houden... we zijn totaal gelijk aan hen. We gaan op dezelfde manier te werk. We denken op dezelfde manier."

## Activiteiten

### Arrestatiebevelen tegen Israëlische soldaten en leiders
In oktober 2024 diende de HRF een klacht in bij het Internationaal Strafhof (ICC), waarin werd aangedrongen op de snelle afgifte van arrestatiebevelen tegen de Israëlische premier Benjamin Netanyahu en minister van Defensie Yoav Gallant, om hen ter verantwoording te roepen voor beweerde oorlogsmisdaden in Gaza. Ook zouden arrestatiebevelen worden gevraagd tegen het gehele 749e Combat Engineering-bataljon van de Israëlische leger (IDF). Volgens de advocaat van de organisatie, Haroon Raza, heeft de stichting tot doel "iedereen die direct of indirect verantwoordelijk is voor oorlogsmisdaden en genocide in Gaza te laten vervolgen en uiteindelijk achter de tralies te krijgen". Halverwege januari 2025 had de HRF al de namen van zo'n 1.000 Israëlische soldaten geïdentificeerd en aan het ICC voorgelegd. Ondertussen worden ook rechtszaken gevoerd in verschillende landen, waaronder Argentinië, België, Brazilië, Cyprus, Frankrijk, Duitsland, Nepal, Nederland, Roemenië, Sri Lanka, Thailand en het Verenigd Koninkrijk.

#### Brazilië
In januari 2025 spande de HRF een zaak aan tegen IDF-soldaat Yuval Vagdani, die op dat moment op vakantie was in Brazilië. De HRF beschuldigde hem ervan een woonblok in Gaza buiten de gevechtszone te hebben gesloopt. 
Omdat hij mogelijk gearresteerd zou worden, vluchtte Vagdani naar Argentinië. Hij kreeg hulp van het Israëlische ministerie van Buitenlandse Zaken, dat hem en zijn familie hielp om “snel en veilig Brazilië te verlaten.” Vervolgens spande de HRF een rechtszaak tegen hem aan in Argentinië. Nadat hij erin geslaagd was uit Argentinië te vertrekken en naar Israël was teruggekeerd, gaf Vagdani op de volgende manier uiting aan zijn verbazing: “Ze hebben één huis in 500 pagina’s veranderd, ze dachten dat ik duizenden kinderen had vermoord en wie weet wat nogal meer.”

#### Argentinië
Op 2 januari 2025 spande de HRF in Argentinië een rechtszaak aan tegen luitenant Amit Nechmya, een pelotonscommandant in het Rotem Bataljon (435) van de Givati Brigade van het Israëlische leger. De HRF beschuldigde hem en zijn peloton ervan gevangenen als menselijk schild te gebruiken, te plunderen en burgers in Gaza met geweld te verdrijven. Eerder hadden de Braziliaanse autoriteiten naar aanleiding van een klacht van de HRF al maatregelen tegen Nechmya genomen. Naar verluidt is hij uit Brazilië gevlucht om arrestatie te ontlopen.

#### Chili
In december 2024 diende de HRF een klacht in bij het Chileense openbaar ministerie. Daarin werd de arrestatie gevraagd van Saar Hirshoren, een Israëlische soldaat en lid van het Israëlische gevechtsgeniebataljon, die betrokken zou zijn geweest bij genocide, misdaden tegen de menselijkheid en oorlogsmisdaden in Gaza. De HRF stelde dat Chili's engagement ten aanzien van het Statuut van Rome en de nationale wetten het land ertoe verplicht dergelijke misdaden te vervolgen. Bijgevolg startte het openbaar ministerie van de metropolitaanse regio van Santiago een onderzoek. Hugo Gutiérrez, juridisch adviseur van HRF, benadrukte de verantwoordelijkheid van Chili om te handelen in overeenstemming met het internationale recht. De lokale aanklagers voerden videobewijs aan vanop de Instagram-account van de soldaat waarop te zien is dat hij deelnam aan de vernietiging van civiele infrastructuur in Gaza en een rol speelde in de opzettelijke vernietiging van buurten, culturele locaties en essentiële voorzieningen.

#### Thailand
In december 2024 verzocht de HRF de Thaise autoriteiten formeel om de arrestatie van Omri Nir, een Israëlische soldaat die beschuldigd wordt van oorlogsmisdaden, waaronder het vernietigen van woningen van burgers in Gaza en het gebruik van een school voor militaire doeleinden.

#### Zweden
In januari 2025 spande de HRF in Zweden een rechtszaak aan tegen de Israëlische soldaat Boaz Ben David, een sluipschutter van bataljon 932 van de Nahal Brigade, wegens oorlogsmisdaden, misdaden tegen de menselijkheid en genocide. Ze beschuldigde hem van rechtstreekse belaging van burgers, vernieling van huizen en medische voorzieningen, waarbij hij oproep tot massamoord en verdrijving van Palestijnen. Het bewijsmateriaal bestond uit zijn berichten op sociale media, getuigenissen van ooggetuigen, journalistieke verslagen en VN-documentatie.

#### Sri Lanka
In december 2024 diende de HRF een klacht in tegen Gal Ferenbook, een IDF-soldaat in actieve dienst op reis in Sri Lanka: zijn berichten op sociale media konden gelinkt worden aan vermoedelijke oorlogsmisdaden in Gaza. De HRF bracht het ICC en Interpol op de hoogte en deed een beroep op de Sri Lankaanse autoriteiten met de eis hem te arresteren voor de moord op een Palestijnse burger in Gaza. Na tussenkomst van de Israëlische autoriteiten verliet Ferenbook Sri Lanka.

#### België
In december 2024 diende de HRF een klacht in bij de Belgische regering tegen kolonel Moshe Tetro, de nieuwe Israëlische militaire attaché in Brussel, met de beschuldiging dat hij verantwoordelijk zou zijn voor een beleid van uithongering in Gaza en aanvallen op ziekenhuizen.
De Israëlische minister van Diasporazaken, Amichai Chikli, annuleerde een geplande reis naar het Europees Parlement in Brussel in januari 2025 vanwege juridische stappen die de HRF had ondernomen. Het kantoor van de Israëlische premier noemde als reden “specifieke veiligheidswaarschuwingen” en adviezen van veiligheidsdiensten. Chikli, die belast is met bestrijding van antisemitisme, beweerde dat Brussel “onveilig was geworden voor Joden en Israëliërs”. De HRF beschuldigde hem er echter van dat hij geen verantwoording wil afleggen en beweerde dat hij, door zijn reis naar België af te gelasten, mogelijke arrestatie wegens beweerde oorlogsmisdaden wilde voorkomen en niet echt bezorgd was om zijn veiligheid. De Belgische autoriteiten meldden dat Chikli geen diplomatieke immuniteit genoot aangezien het niet om een officieel bezoek ging, en dat hij dus het risico liep gearresteerd te worden.

#### Spanje
De Israëlische sergeant Mori Keisar van de Givati Brigade werd in Spanje aangeklaagd voor oorlogsmisdaden nadat HRF in januari 2025 in Barcelona een klacht indiende. De HRF eist dat zijn zaak wordt onderzocht en dat hij wordt gearresteerd conform de Spaanse wet en internationale verdragen, waaronder de Conventies van Genève en het Statuut van Rome. Keisar wordt beschuldigd van genocide, misdaden tegen de menselijkheid en oorlogsmisdaden tijdens de militaire operatie in Gaza. De feiten zouden tussen januari en maart 2024 zijn gepleegd. Het gaat onder meer om het gebruik van woningen van burgers voor militaire doeleinden, aanvallen met granaatwerpers op VN-scholen, het slopen van woningen van burgers in Khan Yunis en de ontheemding van duizenden Gazanen. De klacht is ook gericht tegen andere leden van het peloton en maakt melding van systematisch misbruik onder de bevelvoering van luitenant Osher Bitao.

#### Italië
De HRF heeft de Italiaanse autoriteiten dringend verzocht om de Israëlische generaal Ghassan Alian, hoofd van COGAT (coördinator van regeringsactiviteiten in de gebieden), te arresteren wegens vermeende genocide en oorlogsmisdaden tijdens zijn gemelde bezoek aan Rome. De verzoeken werden ingediend bij het ICC en de Italiaanse autoriteiten. De HRF beschuldigde hem ervan na oktober 2023 in Gaza een totale blokkade hebben ingesteld. Volgens de stichting heeft hij uithongering als wapen gebruikt door de toegang tot voedsel, water en medische benodigdheden te blokkeren en ziekenhuizen en infrastructuur als doelwit aan te vallen. Italië weigerde de generaal te aanvaarden als lid van de delegatie van de Israëlische minister van Buitenlandse Zaken Gideon Sa'ar. Volgens Israël zou zijn bezoek daarentegen afzonderlijk zijn doorgegaan. Francesca Albanese, speciaal rapporteur van de Verenigde Naties voor de bezette Palestijnse gebieden, betuigde op X (voorheen Twitter) haar steun voor de inspanningen van de HRF om Alian ter verantwoording te roepen voor vermeende oorlogsmisdaden. Toen zij vernam dat generaal Allen mogelijkerwijs snel uit Italië zou kunnen vertrekken, wees zij op de noodzaak van sterkere mondiale juridische netwerken om verdachten van internationale misdaden snel aan te pakken.

#### Nederland
Na de rellen in Amsterdam van november 2024 diende de HRF klachten in tegen de supporters van Maccabi Tel Aviv FC vanwege het scanderen van leuzen, zoals "fuck the Arabs" en "er zijn geen scholen in Gaza omdat er geen kinderen meer zijn", die de Stichting omschreef als genocidale retoriek en opruiing. De HRF heeft ook klachten ingediend wegens vandalisme aan eigendommen, waaronder het aanvallen op Palestijnse symbolen zoals vlaggen en geweld op lokale burgers.

#### Duitsland
Op 5 maart 2025 maakte de HRF bekend dat er een strafklacht was ingediend tegen Shay Friedman, een lid van de Golanibrigade, wegens aanvallen op civiele infrastructuur. De klacht bevatte videobewijs van dergelijke aanvallen, evenals berichten op sociale media waarin Friedman daarover opschepte.
De HRF diende ook een klacht in tegen Barel Kriel, een man met Duits-Israëlische nationaliteit en tankcommandant bij de Barak Brigade. In de klacht wordt gewag gemaakt van "het opzettelijk aanvallen van civiele infrastructuur, het lukraak beschieten van woonwijken en het verheerlijken van vernietiging in stedelijke gebieden". Het Duitse openbaar ministerie heeft echter nog geen onderzoek naar Kriel ingesteld. De HRF reageerde door Duitsland ervan te beschuldigen "zowel het Duitse nationale recht als zijn verplichtingen krachtens het internationale recht niet toe te passen".

#### Nepal
De HRF heeft in Nepal een verzoek ingediend voor de arrestatie van luitenant Amit Nechmya en zijn uitlevering aan Argentinië. Nechmya was uit Argentinië gevlucht nadat de HRF daar een zaak tegen hem had aangespannen .

#### Roemenië
Op 31 maart 2025 diende de HRF bij het Roemeense openbaar ministerie een klacht in tegen Orel Benyaish van de Givati Brigade vanwege "zijn directe betrokkenheid bij de vernietiging van woongebouwen in de Netzarim-corridor".

## Reacties
Als reactie op de inspanningen van de HRF heeft het IDF aangekondigd dat het vanaf januari 2025 de identiteit van zijn troepen niet langer zal bekendmaken in de media.
"Moms Up", een groep moeders die Israëlische soldaten vertegenwoordigt, schreef na de zaak in Brazilië aan premier Benjamin Netanyahu en de stafchef van de IDF: "Wij stellen u als enige partij verantwoordelijk om het juridische risico weg te nemen waaraan onze kinderen worden blootgesteld."